# 蒼穹之昴
《蒼穹之昴》（蒼穹の昴）是由日本作家浅田次郎创作的长篇小说，於1996年由講談社出版，是以中國清代為背景的歷史小說，為第115回（1996年7月）直木獎候選作品。
作者在書中自稱：“我是為了創作這部作品才來當作家的（私はこの作品を書くために作家になった）。”《蒼穹之昴》的兩部續作為《珍妃井》和《中原之虹》，均由講談社出版。
此书由中日合作改编成电视剧，NHK与中国华录百纳合作拍摄，2009年4月开拍，编剧杨海薇，导演汪俊。2010年1月2日至7月10日，NHK衛星高清頻道播出了此剧，共25集。同年3月14日至3月27日，北京电视台播出此剧，共28集。电视剧的中文版DVD已经发售，日文版发售时期未定。

## 概要
故事背景为清末光緒12年（1887年，明治20年）至光緒24年（1899年，明治32年）。贫民子弟李春雲（春儿）以拾粪为生，家境贫寒，与母亲和妹妹生活在一起，为了给母亲治病，他自己净身，後来出任慈禧太后的宦官。春儿的同乡、义兄兼同母异父的哥哥梁文秀（史了）於光緒十二年在科举考试中高中状元，成为翰林院中以九品中正制推举的官员。
清朝内部，光绪皇帝已经亲政，而慈禧在暗中反对，宫内划分成党派，一派是慈禧为首的保守派，另一派是光绪为首的维新派，两者明争暗斗，争夺统治权。春儿在慈禧处得宠，在其身旁担任宦官，而文秀得到皇帝的支持，是维新派年轻官员的核心人物。
处於敌对两方的春儿和文秀，在即将灭亡的清朝中艰难地生活。

## 出场人物

### 主要人物
李春雲 / 春儿
出演：余少群（日语版配音：水島大宙）、王鶴宇（少年时代）
生於静海縣，贫民子弟，以拾粪为生，自己净身，在老公胡同，宦官安德海把毕生所学全部教授给他，之後进入紫禁城侍奉慈禧太后。此人物是历史上不存在的虚构人物，源自小德张的逸闻。白太太通过占卜星相认为春儿是昴宿照命，这也是本书名称的由来。
梁文秀 / 史了 / 少爺
出演：周一围（日语版配音：福田賢二）
生於静海縣，地主之子，是春儿的义兄，同母异父的哥哥，在科举中得到状元，成为金科進士，是光緒帝的官员。此人物是历史上不存在的虚构人物，源於梁啟超强学会的相关逸闻，而梁鼎芬的逸闻也被附加到此人物上。
李玲玲
出演：赵丽颖（日语版配音：嶋村侑）、蒋依依（少女时代）
生於静海縣，春儿的妹妹，是历史上不存在的虚构人物。後来成为梁文秀的妻子。
西太后慈禧 / 杏貞 / 老佛爺
出演：田中裕子（中文版配音：曹蕾配音）、闞清子（少女时代）
（1835年11月29日 - 1908年11月15日）清朝第九代皇帝咸丰帝的妃子。她在其子第十代皇帝同治和外甥第十一代皇帝光緒时实行垂帘听政。光緒二十四年（1898年），光緒开始亲政，她退隐頤和園，戊戌政变後复位。光緒於光緒三十四年11月14日驾崩，溥仪（1906年2月7日 - 1967年10月17日）被指名继位，溥儀的父亲（光緒的弟弟，醇親王奕譞的第五子）醇親王载沣（1883年2月12日 - 1951年2月3日）摄政，掌握实权，翌日驾崩，享年74岁。其间於1897年6月，津芦铁路延伸至馬家堡。
光緒帝 / 載湉 / 万岁爺
出演：张博（日语版配音：平川大輔）
（1871年8月14日 - 1908年11月14日）年轻的清朝第十一代皇帝，是慈禧的外甥，父亲是醇親王奕譞（1840年 - 1891年），母亲是慈禧的妹妹，醇親王妃婉貞，妻子是慈禧的侄女，孝定景皇后静芬。历史上寿安公主是光绪帝的姑姑。

### 清朝官吏

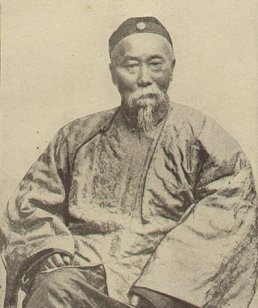
李鴻章

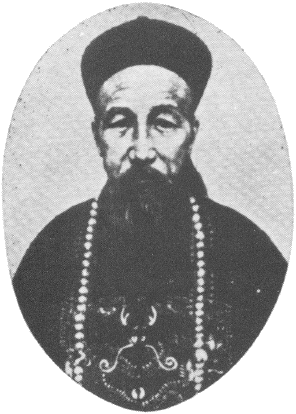
曾国藩

楊喜楨
出演：王奕（日语版配音：佐佐木睦）
光緒帝的帝师，文秀的岳父，是進士，帝党的领导者，是历史上不存在的虚构人物，取自翁同龢的逸闻。
王逸
出演：屈扬（日语版配音：飯島肇）
与文秀同年的進士，科举考试中得到探花（第三名），来自翰林院，是直隶总督李鸿章麾下的军人，是历史上不存在的虚构人物。
順桂
出演：周骏（日语版配音：丸山壮史）
与文秀同年的進士，科举考试中得到榜眼（第二名），八旗子弟，是历史上不存在的虚构人物。
李鴻章 / 少荃
（1823年2月15日 - 1901年11月7日）居住在天津直隶总督府的外交、軍事的最高统治者、官至直隶总督兼北洋通商大臣，漢族将軍，進士。故事始於光緒十二年（明治20年，1887年），之前李鸿章在清法战争签署了一个有利於法国的条约，因而受到塞防派政敌左宗棠的责难，而2年前左宗棠已逝世，因此李鸿章控制了军事大权。翌年，即光緒十三年（1888年），创办了淮軍以及丁汝昌率领的西式海軍北洋水師（後为北洋軍）。李鴻章大力倡导洋務運動，如容閎在此时期的学业也受到了他的支持。（容閎後来支持孫文，辛亥革命成功後康有為回国。）
曾国藩
因镇压太平天国运动的功绩而由穆彰阿提拔，同治中興的忠臣，漢族将軍（湘軍），進士，洋務運動的代表人物，举荐了李鴻章（淮軍）与左宗棠（楚軍）。

### 後宮、宦官勢力

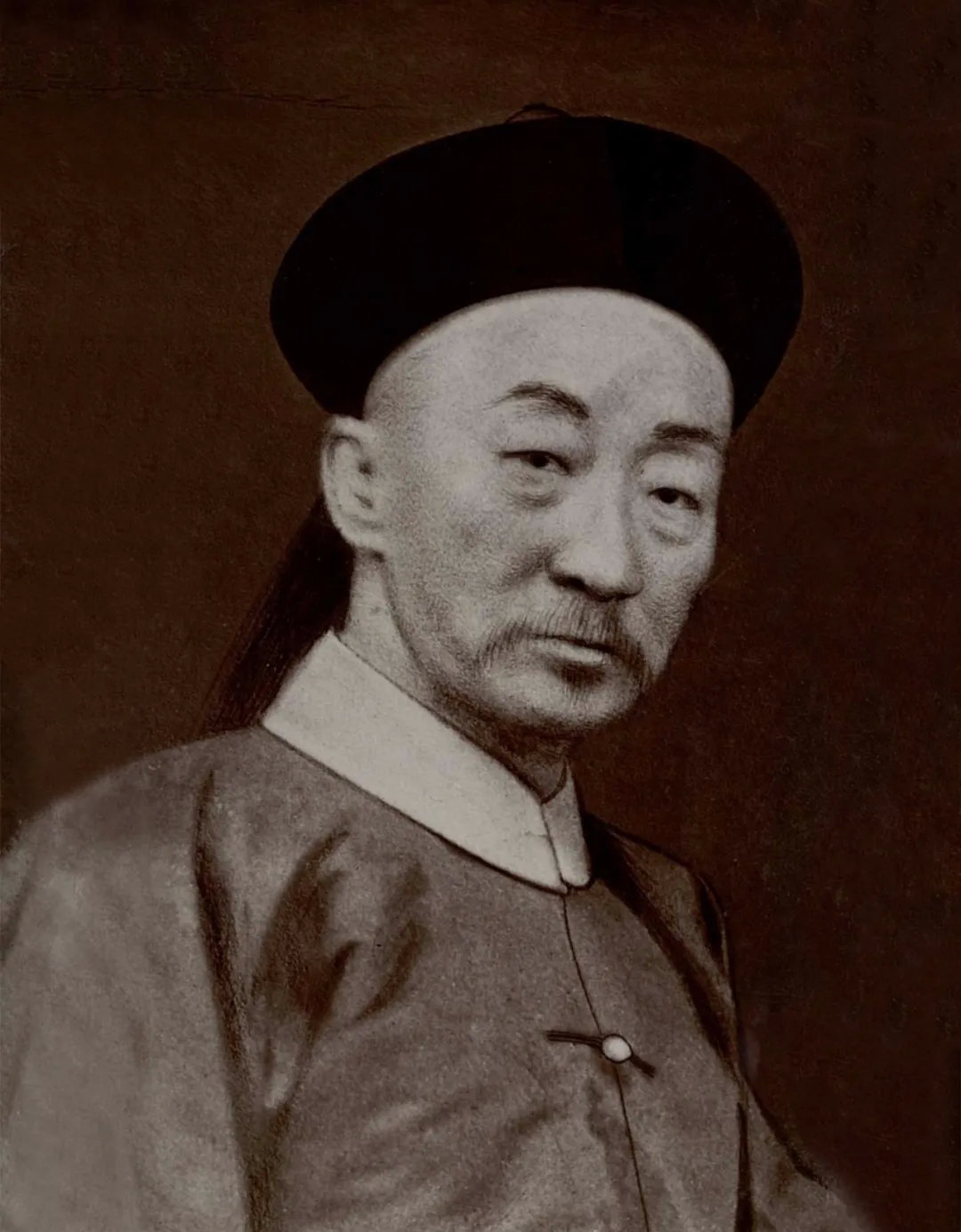
荣禄

隆裕皇后 / 喜子 / 靜芬 / 孝定景皇后
出演：桑桑（日语版配音：永木貴依子）
光緒帝皇后，宣統帝的姑姑，慈禧太后的侄女，居於鍾粹宮。
珍妃
出演：张檬（日语版配音：木下紗華）
他他拉氏，光绪帝最宠爱的妃子，支持变法，原居景仁宮，戊戌政変後被打入北三宮的冷宮 内监禁，後被慈禧太后下令投井处死。与慈禧太后在政治方面对立。
瑾妃
出演：张晓辰（日语版配音：小幡あけみ）
他他拉氏，光緒帝的妃子，珍妃的姐姐，居於永和宮。
荣禄
出演：初晓（日语版配音：岩崎浩）
（1836年4月6日－1903年4月11日）慈禧的亲信，后党的领导者。满洲正白旗人蘇完瓜尔佳氏，慈禧的姐妹之子，如慈禧年龄相仿，青梅竹馬。1895年，荐袁世凱练新建陆军。宣統帝溥儀的母亲幼蘭是荣禄的女儿。戊戌政变中指挥董福祥（甘肅軍）、袁世凱（新建陸軍）和聶士成（武毅軍）。
蘭琴
出演：李彦明（日语版配音：野島健兒）
与春儿同时入宫的太监，与光緒帝一样支持文秀的改革运动，是历史上不存在的虚构人物。
李蓮英 / 李老爺 / 小李子
出演：石小满（日语版配音：後藤哲夫）
宮中太监大总管。
晴雪
出演：庄玉婷（日语版配音：田中晶子）
西太后手下的女官頭，是历史上不存在的虚构人物。
陳蓮元
出演：马小宁（日语版配音：多田野曜平）
李蓮英手下的宦官，是负责培训新人的太监。将春儿送入南府戏班，是历史上不存在的虚构人物。

### 皇族

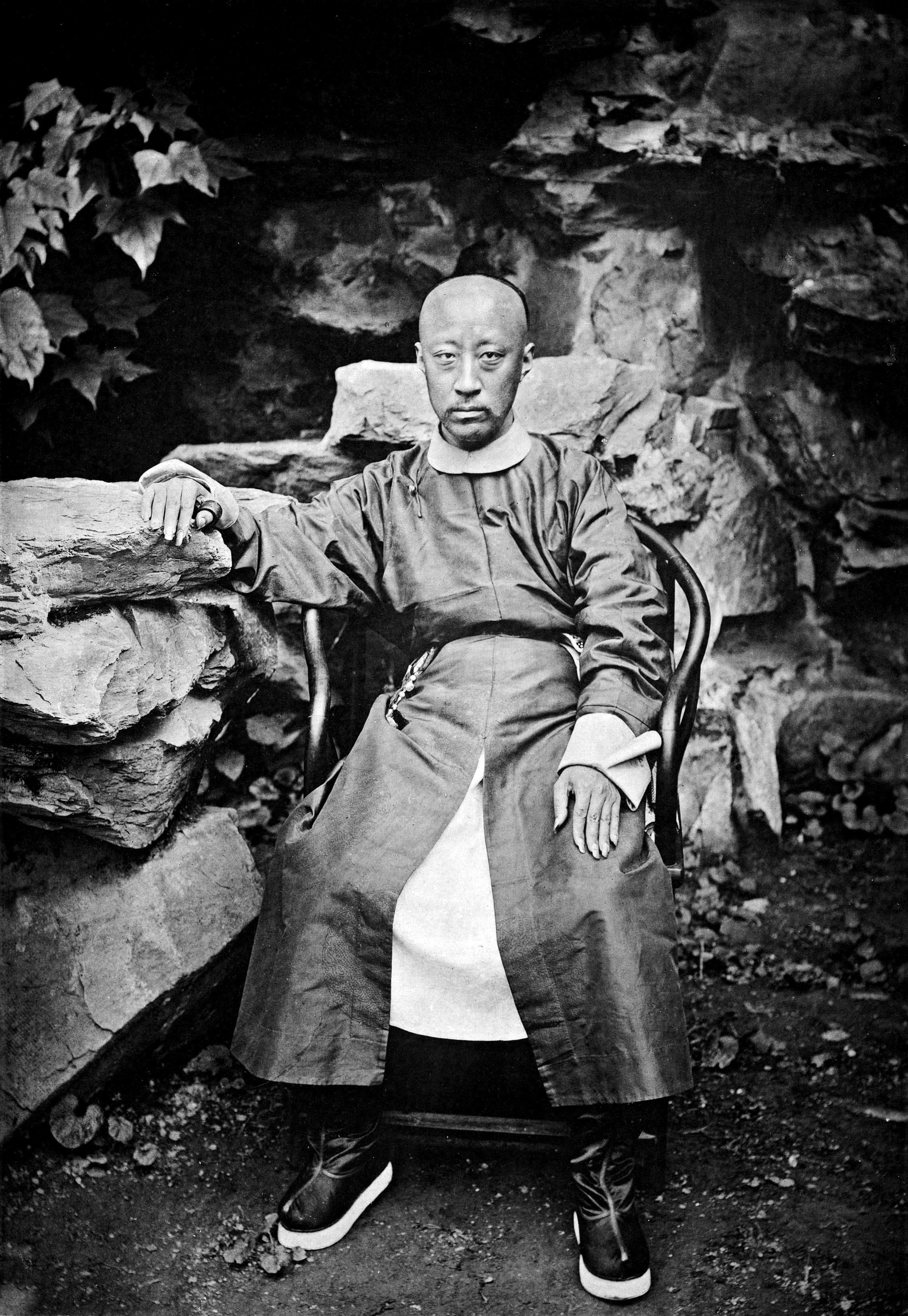
恭親王奕訢

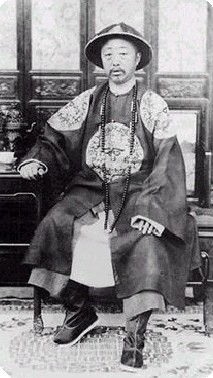
醇親王奕譞

恭親王 / 奕訢 / 六老爺
出演：王伟军
（1833年1月11日 - 1898年5月29日）光緒帝的伯父，道光帝第六子。他起用漢族官僚军机处大臣李鴻章、曾国藩，洋務運動的支持者。1884年在清法战争中战败後，被慈禧太后罷去一切职务。
醇親王 / 奕譞
出演：杨艺（日语版配音：佐佐木省三）
（1840年10月16日 - 1891年1月1日）光緒帝的真正父親，道光帝第七子。他擔任清法战争的善後處理工作。
鎮国公 / 載澤
出演：隋抒洋
曾經在英国留学的皇族，改革派。

### 軍人、学者

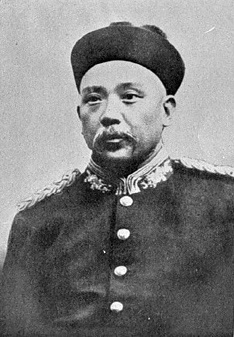
袁世凱

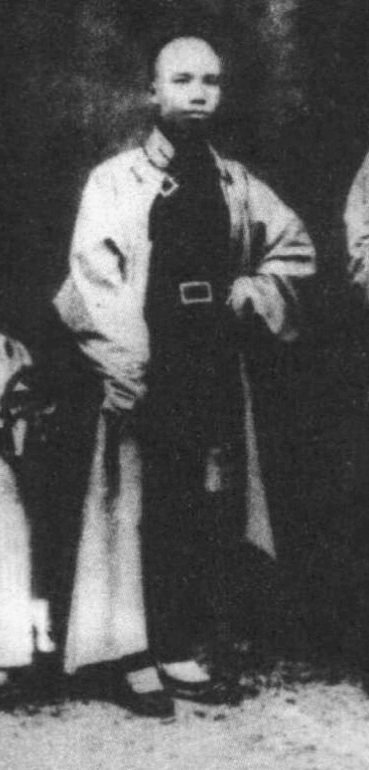
譚嗣同

袁世凱 / 慰亭
出演：薛勇
（1859年9月16日 - 1916年6月6日）李鴻章的副官，漢族軍人。他持有滅滿興漢的观点，支持李鴻章的洋務運動，表面上支持协助帝党。他将新建陸軍改建为西式的新軍（後为北洋軍、北洋政府）。馮国璋（直系）、段祺瑞（皖系）、張作霖（奉系）都曾属新軍。徐世昌是其幼时的朋友。

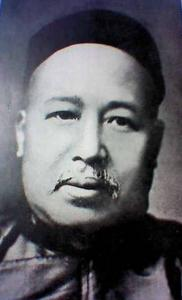
康有為
出演：王衛
（1858年3月19日 - 1927年3月31日）公羊学者。他是公羊学者劉逢禄、龔自珍的继承者，進士，洋務運動的提倡者，在香港、上海与英国传教士傅兰雅等外国人交流，希望以变法改革内政，实行君主立宪制。由光緒帝支持、他作为领袖之一的戊戌变法失败後，英国牧师李提摩太（Timothy Richard）的帮助下逃往上海的英国领事馆以受到保护，之後再经宮崎滔天和宇佐稳来彦指引由香港逃往日本流亡。
譚嗣同
（1865年3月10日－ 1898年9月28日）康有為的追随者。他曾游历中国全国二十多省（包括新疆省），详细察视国民的贫困状况，寄希望於洋務運動。当时，譚嗣同的学术改革政策是經世致用。他後来到上海慕名与当時已将一百多本外文书籍翻译成中文的英国传教士傅兰雅（John Fryer）交往，使自己精通西洋的科学技术。1897年，他與唐才常、熊希龄、蒋德钧、陳三立一同創設了时务学堂。梁啓超、康有為領導的清朝政治改革戊戌變法失敗後，戊戌六君子之一的他在菜市口法场被斬首處死。
孫文
（1866年11月12日 - 1925年3月12日）學習西洋医学的医生。
毛澤東
（1893年12月26日 - 1976年9月9日）湖南省湘潭縣殷实农民家的第三子。

### 其他角色

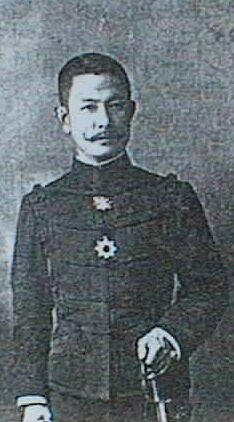
柴五郎

張夫人
出演：殷桃（日语版配音：藤本喜久子）
汤姆士的中國秘書，神秘的美麗女子，郡王之女，小名英子，實際上是清朝第十代皇帝同治帝的私生女寿安公主（寿安固伦公主，1826年 - 1860年）。真實的歷史中，其父是清朝第八代皇帝道光帝，其母為孝全成皇后，下嫁德穆楚克扎布。為慈禧太后翻譯並閱讀西洋報紙的情節來自於德龄的傳聞。
安德海
出演：刘长生（日语版配音：辻親八）
（1844年－1869年）李蓮英的前任大总管。史实中其确实已死，并不是隐姓埋名的存活着。
黒牡丹
出演：杜福元（日语版配音：高橋耕次郎）
曾为京劇名伶。是历史上不存在的虚构人物。
蓮子
出演：陈依莎（日语版配音：八十川真由野）
文秀的亲生母亲。是历史上不存在的虚构人物。
青筠
出演：徐百卉（日语版配音：根谷美智子）
楊喜楨的女儿。是历史上不存在的虚构人物。
白太太
出演：付亚南（日语版配音：鈴木紀子）
会使用占星秘術的鞑靼老年婦女，是历史上不存在的虚构人物。
乾隆帝 / 弘曆 / カオルン皇帝
中文版配音：李立宏，日语版配音：勝部演之
清朝第六代皇帝，在位於大清帝国全盛时期，创立了老公胡同。
岡圭之介（おか けいのすけ）
出演：小澤征悦
日本人，萬朝報的新聞記者，出生於会津，在天津法租界活动，是历史上不存在的虚构人物。此外，人物的姓名是取自此作品的編輯者。
汤姆士·E·巴多（トーマス·E·バートン）
出演：郑洁（J・ジョンストン）（日语版配音：高越昭紀）
美国人，纽约时报的新闻记者，在天津法租界活动，是历史上不存在的虚构人物。
柴五郎
出演：田中隆三
北京东交民巷的日本公使館驻华武官，出生於会津。

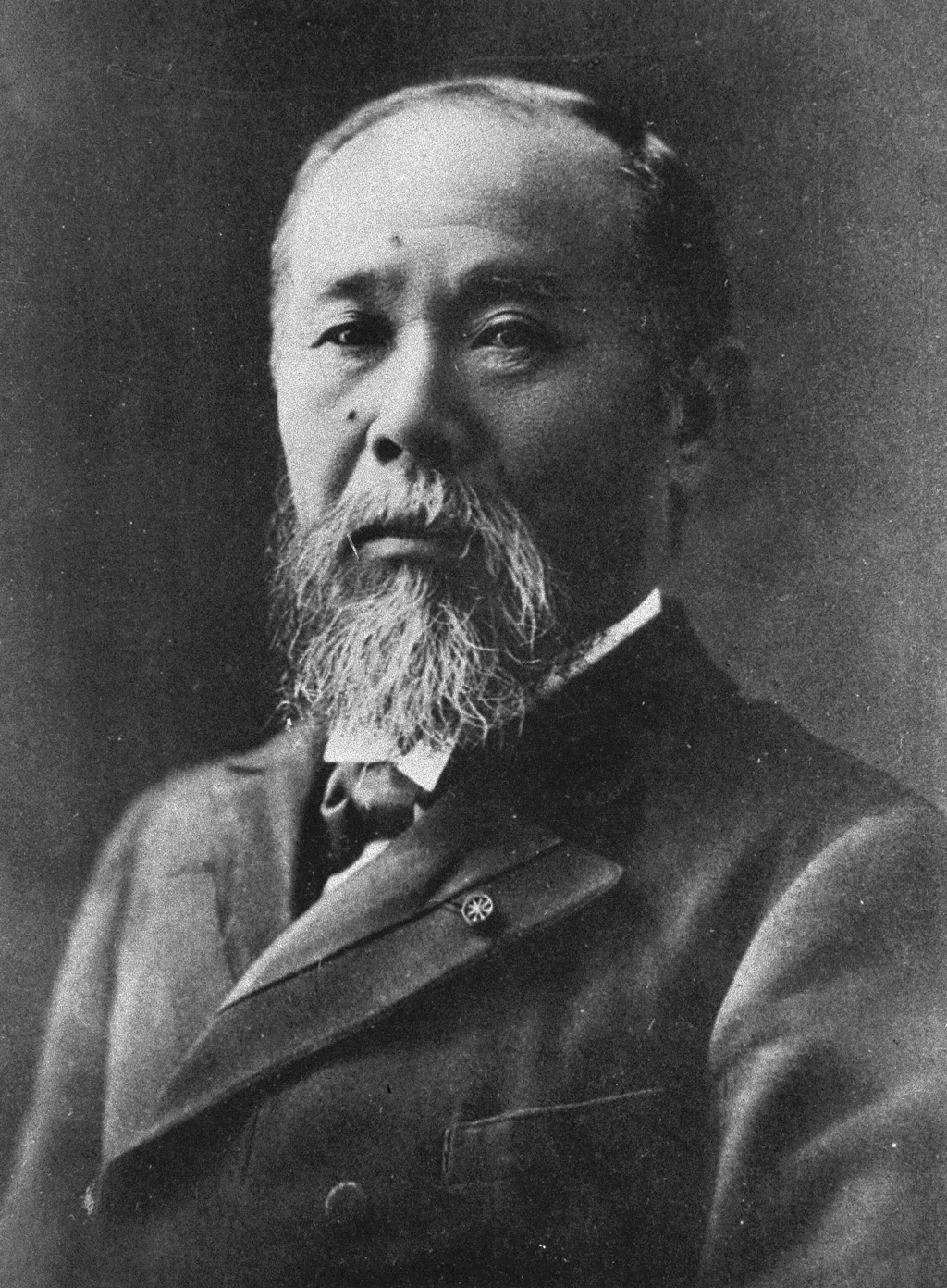
伊藤博文
出演：平田满
日本明治維新的一位志士。前内閣總理大臣（第二次伊藤内閣：1892年8月8日－1896年8月31日）。

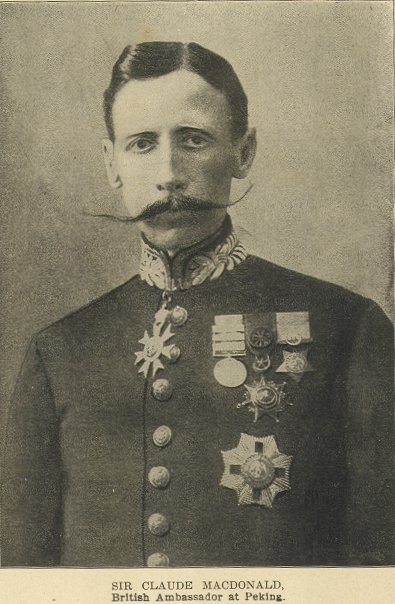
竇納樂

竇納樂（Claude MacDonald）
英国退伍軍人，1895年至1900年任北京驻华公使。1898年5月28日，香港總督卜力（Henry Arthur Blake）请求并委任他负责香港殖民地扩张条约《展拓香港界址專條》的交涉。
郎世寧（Giuseppe Castiglione）
历侍康熙帝、雍正帝、乾隆帝三朝的的耶稣会画家。他继承了由耶稣会传教士范礼安（Alexandre Valignani）开创、并由利玛窦（Matteo Ricci） 和汤若望（Johann Adam Schall von Bell）同样继承的適应政策，即鼓励传教士着中国儒者服饰，过中国式生活，研究中国文化。多明我会和方济各会抓住时机对耶稣会的文化適应政策进行攻击，反耶稣会势力不断增强，中国礼仪之争愈发激烈。1773年，耶稣会被迫自我解散，中国外交政策逐渐变为鎖国政策。与郎世寧同時代的意大利艺术家有提埃坡罗、维瓦尔第。他曾协助设计圓明園。
礼亲王
出演：安瑞云（日语版配音：魚建）
兆惠
（1708年－1764年）吴雅氏，字和甫，清朝正黄旗满洲副都统、镶红旗护军统领、定辺将軍。他对维吾尔族施以暴行，夺走了部族的宝物《古兰经》抄本。民间传说中，兆惠将统治喀什噶尔和伊犁的白山派敵将小和卓霍集占的妃妾香妃擒获。他平定了准噶尔部阿睦尔撤纳之乱、大小和卓之乱。中国作家金庸執筆的武侠小説《書劍恩仇録》的一些故事情节出自兆恵的逸闻。
李自成
（1606年－1645年）灭明的大順皇帝。灭明後仅过了41日，清军就占領北京。关中平原（現在的陝西省渭水盆地一帶）是其势力中心，四面环绕险峻的山峰，易於防守，而且李自成軍充分利用关中平原的地理优势来发展生产力，足以给养军队。之後此地也成为了中国历史上的革命根据地。
法维埃主教 / 樊国梁
东交民巷天主堂遣使會主教。

## 書籍信息
- 講談社（1996年4月发行）
  - 上卷：ISBN 978-4-06-207497-1
  - 下卷：ISBN 978-4-06-208039-2

- 講談社文庫（2004年10月发行，共4卷）
  - 第1卷：ISBN 978-4-06-274891-9
  - 第2卷：ISBN 978-4-06-274892-6
  - 第3卷：ISBN 978-4-06-274893-3
  - 第4卷：ISBN 978-4-06-274894-0

### 中文译本
- 长江文艺出版社（2001年发行）
  - 译者：林青华、肖书文
  - 上、下：ISBN 978-7-53-542216-3

- 湖南人民出版社（2010年发行）、高寶書版集團（繁中，2011年發行）
  - 译者：刘沙沙、常晓宏
  - 上、下：ISBN 978-7-54-386284-5